# Manuel Monteiro de Castro
Manuel Monteiro de Castro (ur. 29 marca 1938 w Santa Eufémia) – portugalski duchowny rzymskokatolicki, kardynał, dyplomata watykański i urzędnik Kurii Rzymskiej.

## Życiorys
Monteiro de Castro przyjął święcenia kapłańskie w 1961, w archidiecezji Braga w swojej rodzinnej Portugalii. W 1985 został pronuncjuszem apostolskim w państwach z archipelagu Małych Antyli i otrzymał sakrę biskupią jako tytularny arcybiskup Beneventum. Głównym konsekratorem był kard. Agostino Casaroli, ówczesny watykański sekretarz stanu.
W 1990 został przeniesiony na stanowisko nuncjusza w Salwadorze. W 1998 został nuncjuszem w Republice Południowej Afryki, Namibii, Lesotho i Suazi. W 2000 objął nuncjaturę w Hiszpanii. Uważa się, że odegrał ważną rolę w załagodzeniu bardzo poważnych napięć, jakie wystąpiły w Hiszpanii na linii państwo - Kościół po dojściu do władzy ekipy premiera Zapatero, realizującego program głęboko niezgodny z nauczaniem katolickim. W 2004 jako pierwszy hierarcha katolicki tak wysokiej rangi wyraził opinię, iż związki homoseksualne powinny zostać w jakieś formie uznane przez Kościół, choć jednocześnie kategorycznie sprzeciwił się nazywaniu takich związków małżeństwami. W latach 2007–2009, równolegle z obowiązkami nuncjusza, był stałym obserwatorem z ramienia Stolicy Apostolskiej przy Światowej Organizacji Turystyki.
3 lipca 2009 został sekretarzem Kongregacji ds. Biskupów, a 21 października tegoż roku - sekretarzem Kolegium Kardynalskiego. 5 stycznia 2012 papież Benedykt XVI mianował go Penitencjarzem Większym. Dzień później ogłoszona została jego kreacja kardynalska, której papież Benedykt XVI dokonał oficjalnie na konsystorzu w dniu 18 lutego 2012. 21 września 2013 papież Franciszek przyjął jego rezygnację, złożoną ze względu na osiągnięcie wieku emerytalnego.
Brał udział w konklawe 2013, które wybrało papieża Franciszka. 29 marca 2018, w dniu ukończenia 80 lat, utracił prawo wyboru papieża w konklawe.
Poza portugalskim mówi po włosku, hiszpańsku, angielsku, francusku i niemiecku.
4 marca 2022 podniesiony do stopnia kardynała prezbitera na zasadzie pro hac vice. 